# Petra Dobbertin
Petra Dobbertin (* 1961) ist eine deutsche Schauspielerin und Hörspielsprecherin.

## Leben
Petra Dobbertin beendete 1981 die Staatliche Schauspielschule Berlin und hatte ihr erstes Theaterengagement im Berliner Ensemble, bei dem sie elf Jahre angestellt war. Vielfach stand sie für Produktionen des Fernsehens vor der Kamera. Häufig wirkte sie auch für den Rundfunk der DDR als Hörspielsprecherin. Nach der Wende gründete sie mit Klaus-Jürgen Steinmann das berliner solisten team. Regelmäßig gastierte die seit vielen Jahren freischaffende Schauspielerin auf den Schiffen MS Berlin und MS Arkona.

## Filmografie
- 1980: Der Staatsanwalt hat das Wort: Jäckis Liebe
- 1981: Bürgschaft für ein Jahr
- 1981: Das große Abenteuer des Kaspar Schmeck (Fernseh-Dreiteiler)
- 1983: Martin Luther (Fernseh-Fünfteiler)
- 1984: Polizeiruf 110: Inklusive Risiko (Fernsehreihe)
- 1984: Polizeiruf 110: Rosis Mann (Verboten und vernichtet)
- 1986: Treffpunkt Flughafen (Fernsehserie, 2 Episoden)
- 1986: Polizeiruf 110: Ein großes Talent
- 1986: Zahn um Zahn (Fernsehserie. 2 Episoden)
- 1986: Polizeiruf 110: Das habe ich nicht gewollt
- 1987: Maxe Baumann aus Berlin (Fernsehschwank)
- 1987: Polizeiruf 110: Die letzte Kundin
- 1988: Zahn um Zahn (Fernsehserie. 6 Episoden)
- 1988: Hannes (Fernsehfilm)
- 1989: Großer Frieden (Theateraufzeichnung)
- 1991: Polizeiruf 110: Mit dem Anruf kommt der Tod
- 1995: Frauenarzt Dr. Markus Merthin (Fernsehserie, 3 Episoden)
- 1995: Für alle Fälle Stefanie (Fernsehserie, 1 Episode)
- 1999: Hallo, Onkel Doc! (Fernsehserie, 1 Episode)
- 2003: In aller Freundschaft (Fernsehserie, 1 Episode)
- 2008: Familie Dr. Kleist (Fernsehserie, 1 Episode)

## Theater
- 1981: Bertolt Brecht/Kurt Weill: Die Dreigroschenoper – Regie: Manfred Wekwerth (Berliner Ensemble)
- 1982: Volker Braun: Tinka (Karin) – Regie: Konrad Zschiedrich (Berliner Ensemble)
- 1985: Georg Seidel: Jochen Schanotta (Ruth) – Regie: Christoph Brück (Berliner Ensemble)

## Hörspiele
- 1983: Volkstext: Wie die Sonne in die Tundra kam – Regie: Flora Hoffmann (Kinderhörspiel/Kurzhörspiel – Rundfunk der DDR)
- 1983: Rolf Wohlgemuth: Die Rundfahrt – Regie: Werner Grunow (Hörspiel – Rundfunk der DDR)
- 1983: Henning Mortensen: Helle (Cinnie) – Regie: Peter Groeger (Hörspiel – Rundfunk der DDR)
- 1984: Klaus Richter de Vroe: Ferri Blechmann – Ein Roboter mit Charakter – Regie: Rüdiger Zeige (Kinderhörspiel – Rundfunk der DDR)
- 1984: Álvaro Cepeda Samudio: Spaten und Gewehre – Regie: Peter Groeger (Hörspiel – Rundfunk der DDR)
- 1985: Waldtraut Lewin: Wie die Lilien des Feldes (Schwester Claudia) – Regie: Horst Liepach (Hörspiel – Rundfunk der DDR)
- 1986: Ulrich Kiehl: Rollender Dienst (Steffi) – Regie: Horst Liepach (Hörspiel aus der Reihe Tatbestand – Rundfunk der DDR)
- 1987: Wilhelm Hampel: Die naturhafte Lebensweise (Isolde) – Regie: Edith Schorn (Kurzhörspiel aus der Reihe Waldstraße Nummer 7 – Rundfunk der DDR)
- 1988: Ulrich Waldner: O Täler weit, o Höhen (junge Frau) – Regie: Rüdiger Zeige (Kurzhörspiel aus der Reihe Waldstraße Nummer 7 – Rundfunk der DDR)
- 1989: Hans Lucke: Der erste Fall für Anton (Friedel) – Regie: Maritta Hübner (Kinderhörspiel aus der Reihe Kriminalfälle aus der Viersektorenstadt – Rundfunk der DDR)
- 1989: Maria Hartwig: Kartengrüße aus Binz (Karin) – Regie: Detlef Kurzweg (Kurzhörspiel aus der Reihe Anna Simons Gäste – Rundfunk der DDR)
- 1990: Werner Lüder: Mephi, der Teufel und der Kasper mit dem kranken Herz (Prinzessin) – Regie: Rüdiger Zeige (Kinderhörspiel/Kurzhörspiel – Rundfunk der DDR)